# Baracoa
Baracoa là đô thị ở tỉnh Guantánamo ở cực đông của Cuba. Đô thị này được thống đốc đầu tiên của Cuba, conquistador Tây Ban Nha Diego Velázquez de Cuéllar thành lập năm 1511, là khu định cư Tây Ban Nha cổ nhất ở Cuba và cũng là thủ phủ đầu tiên với nickname Ciudad Primada, "Thành phố đầu tiên"). Đô thị này nằm ở một tiền đồn, nơi Christopher Columbus đổ bộ vào Cuba trong chuyến đi đầu tiên của ông. Người ta cho rằng, tên gọi của đô thị này lấy theo tiếng Arauaca bản địa, có nghĩa "sự hiện diện của biển"
Baracoa nằm bên bờ vinh Miel (Bahía de Miel) và được bao quanh với dãy núi rộng (bao gồm Sierra del Purial), khiến nó khá cô lập với bên ngoài.

## Dân số
Năm 2004, Baracoa có số dân là 81.794 người. Với tổng diện tích là 977 km² (377,2 mi²), mật độ của vùng này là 83,7người/km² (216,8người/sq mi).